# Киколенко, Ольга Андреевна
Ольга Андреевна Киколенко (род. 27 июля 1951, пос. Лихачёвка, Кустанайская область) — казахстанский политик, депутат Мажилиса Парламента Республики Казахстан IV—V созывов.

## Биография
Родилась в немецкой семье; владеет немецким языком. В 1974 г. окончила Кокчетавский педагогический институт им. Ш. Валиханова (факультет немецкого языка и литературы).
В 1967—1976 гг. работала учителем немецкого языка, директором (с 1972 г.) Лихачёвской школы (Кустанайская область).
В 1976—1983 гг. — председатель Лермонтовского сельского Совета народных депутатов, секретарь парткома (с 1980 г.) совхоза им. Лермонтова (Урицкий район Кустанайской области), затем — заместитель председателя райисполкома, секретарь Урицкого райкома Компартии Казахстана (с 1984 г.). В 1988 г. окончила Алма-Атинскую высшую партийную школу.
С 1991 г. — заместитель председателя Урицкого районного Совета народных депутатов, с 1992 г. — заместитель главы администрации (с 1995 г. — акима) Кустанайского района). В 1994 г. окончила Российскую академию управления (Москва). В том же году защитила кандидатскую диссертацию.
В 1997—2008 гг. — начальник управления (директор департамента) координации занятости и социальных программ акимата Костанайской области.
Депутат Мажилиса Парламента Республики Казахстан 4-го (2008—2011; член Комитета по законодательству и судебно-правовой реформе) и 5-го (2012—2016) созывов, член депутатской фракции партии «Нур Отан».
В 1972—1992 гг. избиралась депутатом Урицкого районного Совета народных депутатов. С 2000 г. — член Костанайского филиала Ассоциации женщин Казахстана.

### Семья
Отец — Андрей Адьянович Сукненов (1928—1985), ветеринарный врач; мать — Лидия Фридриховна Сукненова, доярка.
Муж — Николай Иванович Киколенко (род. 1947).
Дети:
- Валерий (род. 1971), предприниматель;
- Любовь (род. 1979), юрист.

## Награды и признание
- орден «Ел бірлігі» (2025)[4]
- орден «Знак Почёта» (1980)
- медаль «За трудовое отличие»
- Юбилейная медаль «50 лет Победы в Великой Отечественной войне 1941—1945 гг.»
- медаль «Шапагат» (2005)
- Медаль «10 лет Конституции Республики Казахстан» (2005)
- почётный гражданин Сарыкольского района[5].
- орден «Парасат» (2025)[6]